# Zdeněk Prokeš (fotbalista)
Zdeněk Prokeš (13. června 1953 České Budějovice – 1. srpna 2024 Praha) byl český fotbalista, obránce, reprezentant Československa.

## Fotbalová kariéra
Za československou reprezentaci odehrál v letech 1977–1985 19 utkání a vstřelil jeden gól (v zápase kvalifikace na Mistrovství Evropy 1984 proti Kypru). V první lize odehrál za Bohemians 294 zápasů, což byl do roku 2022 historický rekord zelenobílého klubu, a vstřelil 11 gólů. Hrál za Iglu České Budějovice (1963–1972, dorostenecký mistr ČSR a vicemistr ČSSR 1971/72), rezervu Dukly Praha (1972–1974), Bohemians Praha (1974–1985) a Mnichov 1860 (1985–1987). S Bohemians Praha získal roku 1983 titul mistra Československa a postoupil do semifinále Poháru UEFA. V Poháru mistrů evropských zemí nastoupil ve 3 utkáních a v Poháru UEFA nastoupil ve 23 utkáních a dal 3 góly. Roku 1984 obsadil 2. místo v anketě Fotbalista roku (za Janem Bergerem).

## Ligová bilance
| Ročník                                     | Zápasy | Góly | Minuty | Klub            |
| ------------------------------------------ | ------ | ---- | ------ | --------------- |
| Národní fotbalová liga 1972/1973           | -      | -    | -      | Dukla Praha „B“ |
| Národní fotbalová liga 1973/1974           | -      | -    | -      | Dukla Praha „B“ |
| 1. československá fotbalová liga 1974/1975 | 29     | 2    | 2610   | Bohemians Praha |
| 1. československá fotbalová liga 1975/1976 | 14     | 0    | 1213   | Bohemians Praha |
| 1. československá fotbalová liga 1976/1977 | 29     | 2    | 2594   | Bohemians Praha |
| 1. československá fotbalová liga 1977/1978 | 30     | 1    | 2700   | Bohemians Praha |
| 1. československá fotbalová liga 1978/1979 | 26     | 0    | 2253   | Bohemians Praha |
| 1. československá fotbalová liga 1979/1980 | 25     | 2    | 2184   | Bohemians Praha |
| 1. československá fotbalová liga 1980/1981 | 28     | 2    | 2520   | Bohemians Praha |
| 1. československá fotbalová liga 1981/1982 | 27     | 0    | 2430   | Bohemians Praha |
| 1. československá fotbalová liga 1982/1983 | 29     | 2    | 2595   | Bohemians Praha |
| 1. československá fotbalová liga 1983/1984 | 30     | 1    | 2700   | Bohemians Praha |
| 1. československá fotbalová liga 1984/1985 | 27     | 5    | 2430   | Bohemians Praha |
| 3. německá liga 1985/1986                  | -      | -    | -      | Mnichov 1860    |
| 3. německá liga 1986/1987                  | -      | -    | -      | Mnichov 1860    |
| 3. německá liga 1987/1988                  | 21     | 0    | -      | Mnichov 1860    |
| CELKEM 1. československá liga              | 294    | 17   | -      |                 |

## Smrt
Dne 1. srpna 2024 spáchal ve svém domě sebevraždu. Oběsil se ve sklepě.